# 정보 보안

정보 보안(情報保安, 영어: information security 또는 infosec, 정보 보호)은 정보를 여러 가지 위협으로부터 보호하는 것을 뜻한다.

## 개요
정보의 수집, 가공, 저장, 검색, 송신, 수신 도중에 정보의 훼손, 변조, 유출 등을 방지하기 위한 관리적, 기술적 방법을 의미한다. 정보 보호란 정보를 제공하는 공급자 측면과 사용자 측면에서 이해할 수 있다.
- 공급자 측면 : 내∙외부의 위협요인들로부터 네트워크, 시스템 등의 하드웨어 데이터베이스, 통신 및 전산시설 등 정보자산을 안전하게 보호∙운영하기 위한 일련의 행위
- 사용자 측면 : 개인 정보 유출, 남용을 방지하기 위한 일련의 행위.

## 정의
정보보안의 정의는 출처에 따라 다양하다. 주요한 예시들은 아래와 같다.
1. "정보의 기밀성(Confidentiality), 무결성(Integrity), 가용성(Availability). 추가적으로 진정성(authenticity), 책임성(accountability), 부인방지(non-repudiation), 그리고 신뢰성(reliability)과 관계가 있을 수 있다." (ISO/IEC 27000:2009)
2. "인가되지 않은 접근, 사용, 폭로, 붕괴, 수정, 파괴로부터 정보와 정보 시스템을 보호해 기밀성, 무결성, 가용성을 제공하는 것." (CNSS, 2010)
3. "인가된 사용자만이(기밀성) 정확하고 완전한 정보로(무결성) 필요할 때 접근할 수 있도록(가용성) 하는 일련의 작업." (ISACA, 2008)
4. "조직의 지적 자산을 보호하는 절차." (Pipkin, 2000)
5. "...정보보안은 위험 관리 규율로, 정보 위험이 사업에 미치는 비용을 관리하는 작업이다." (McDermott and Geer, 2001)

## 개념

### 정보 보안의 주요 목표
정보에 대한 위협이란 허락되지 않은 접근, 수정, 노출, 훼손, 파괴 등이다.  정보위협의 주체는 외부의 해커가 될 수도 있고, 내부인이 될 수도 있다. 정보에 대한 위협은 나날이 늘어가고 있기 때문에 모든 위협을 나열할 수는 없으나, 전통적으로 다음의 세가지가 정보 보안의 주요한 목표이다. (때로는 정보 보안만이 아닌 보다 넓은 보안의 목표로 이야기되기도 한다.)
- 기밀성

허락 되지 않은 사용자 또는 객체가 정보의 내용을 알 수 없도록 하는 것이다. 비밀 보장이라고 할 수도 있다. 원치 않는 정보의 공개를 막는다는 의미에서 프라이버시 보호와 밀접한 관계가 있다.
- 무결성

허락 되지 않은 사용자 또는 객체가 정보를 함부로 수정할 수 없도록 하는 것이다. 다시 말하면, 수신자가 정보를 수신했을 때, 또는 보관돼 있던 정보를 꺼내 보았을 때 그 정보가 중간에 수정 또는 첨삭되지 않았음을 확인할 수 있도록 하는 것이다.
- 가용성

허락된 사용자 또는 객체가 정보에 접근하려 하고자 할 때 이것이 방해받지 않도록 하는 것이다. 최근에 네트워크의 고도화로 대중에 많이 알려진 서비스 거부 공격(DDoS 공격, Distributed Denial of Service Attack)이 이러한 가용성을 해치는 공격이다.

## 정보보안의 특성
1. 정보보안은 100% 완벽하게 달성할 수 없다.
2. 정보보안 대책의 설치시 필요성을 확신할 수 없다.
3. 정보보안 대책의 효과성은 실패율에 의해 측정된다.
4. 2가지 이상의 대책을 동시에 사용하면 위험을 크게 줄일 수 있다.

### 부인 방지
부인 봉쇄(否認封鎖)라고도 한다. 정보를 보낸 사람이 나중에 정보를 보냈다는 것을 발뺌(부인)하지 못하도록 하는 것이다.

### 보안등급 분류
보호할 대상을 중요성에 따라 분류해, 각각의 중요도에 따라 보호방법에 차등을 두는 것을 말한다.
일반적으로 기업의 경우 공개자료,대외비,기밀등으로 구분되며 최근에 개인정보를 취급하는 기업의 경우 개인정보를 포함한다.
(확실X)

### 위험관리
위험요소의 발견에서부터 위험요소의 최소화 및 제거를 위한 모든 관리체제를 말한다. 주로 다음과 같은 항목을 정의한다
- 위험의 정의
- 위험의 수준 분류
- 위험요소 발견시 제거를 위한 위험의 수준별 처리시간
- 위험의 신고에서 제거까지의 정보공유방법 및 절차
- 위험의 기록

### 접근제한
보호할 대상에 대해 인가된 접근을 허용하고 비인가된 접근시도를 차단하는 것.

#### 신분증명
개개인을 식별할 수 있는 정보
- 아이디
- 주민등록증,주민등록번호
- 여권
- 출입카드
- 청소년증

#### 인증
인증에는 실체 인증(개체 인증으로도 표현함)과 출처 인증이 있다.

##### 실체 인증
어떤 실체가 정말 주장하는 실체가 맞는지 확인하는 것이다.
특정방법으로 약속된 정보를 인가된 자와 교환한 후 해당 정보를 제시하는 경우에 한해 접근을 허용하는 것을 말한다.
- 로그인(아이디와 암호)
- 부대의 암구호
- 자물쇠와 열쇠